# Sarpang (plaats)
Sarpang is een plaats in Bhutan en is de hoofdplaats van het district Sarpang.
In 2005 telde Sarpang 2619 inwoners.